# Lingyuan (köpinghuvudort i Kina, Shaanxi, lat 34,50, long 108,35)
Lingyuan (kinesiska: 灵源, 灵源镇) är en köpinghuvudort i Kina. Den ligger i provinsen Shaanxi, i den nordvästra delen av landet, omkring 57 kilometer nordväst om provinshuvudstaden Xi'an. Antalet invånare är 21 852. Befolkningen består av 10 675 kvinnor och 11 177 män. Barn under 15 år utgör 15,0 %, vuxna 15-64 år 74 %, och äldre över 65 år 10,0 %.
Runt Lingyuan är det tätbefolkat, med 790 invånare per kvadratkilometer. Närmaste större samhälle är Dayang, 3,5 km väster om Lingyuan. Trakten runt Lingyuan består till största delen av jordbruksmark.
Genomsnittlig årsnederbörd är 668 millimeter. Den regnigaste månaden är september, med i genomsnitt 143 mm nederbörd, och den torraste är december, med 1 mm nederbörd.